# Montreuil-aux-Lions
 Montreuil-aux-Lions  es una población y comuna francesa, en la región de Picardía, departamento de Aisne, en el distrito de Château-Thierry y cantón de Charly-sur-Marne.

## Demografía
| 909 | 903 | 959 | 971 | 1 070 | 1 053 | 1 048 | 1 041 | 951 | 929 | 936 | 978 | 935 | 902 | 911 | 856 | 897 | 883 | 865 | 867 | 773 | 738 | 705 | 694 | 614 | 622 | 585 | 585 | 630 | 701 | 1 001 | 1 197 | 1 360 |
| Para los censos de 1962 a 1999 la población legal corresponde a la población sin duplicidades (Fuente: INSEE [Consultar]) |     |     |     |       |       |       |       |     |     |     |     |     |     |     |     |     |     |     |     |     |     |     |     |     |     |     |     |     |     |       |       |       |